# 비에트 공식

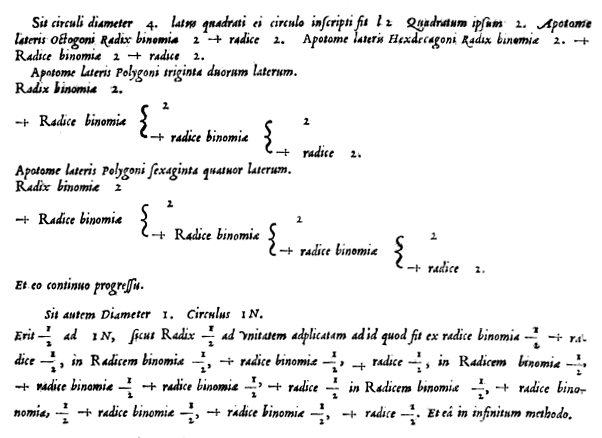
비에트의 공식

수학에서 비에트의 공식(영어: Viète's formula)은 원주율을 수렴하는 무한곱을 통해 근사한 공식이다.

## 정의
{\displaystyle \pi }가 원주율이라고 하자. 비에트의 공식은 다음과 같다.
{\displaystyle {\frac {2}{\pi }}={\sqrt {\frac {1}{2}}}\cdot {\sqrt {{\frac {1}{2}}+{\frac {1}{2}}{\sqrt {\frac {1}{2}}}}}\cdot {\sqrt {{\frac {1}{2}}+{\frac {1}{2}}{\sqrt {{\frac {1}{2}}+{\frac {1}{2}}{\sqrt {\frac {1}{2}}}}}}}\cdot \cdots }

## 같이 보기
- 월리스 공식
- 라이프니츠의 공식